# 維西リス族自治県
維西リス族自治県（いせいリスぞくじちけん）は中華人民共和国雲南省デチェン・チベット族自治州に位置する自治県。デチェン・チベット族自治州を構成する2行政区（シャングリラ市、徳欽県）と共に国家級貧困県に指定されている。

## 地理
維西リス族自治県は雲南省北西端、デチェン州南西端に位置し、東はシャングリラ市、東南は玉竜ナシ族自治県、南は蘭坪ペー族プミ族自治県、西は貢山トールン族ヌー族自治県及び福貢県、北は徳欽県と接している。瀾滄江が北部から南部にかけて流れている。

## 歴史
唐宋時期は吐蕃、南詔、大理国の版図であった維西地区に中原支配が及んだのは1277年（至元14年）、元朝によって設置された臨西県であり、明末まで沿襲された。
1727年（雍正5年）に清朝は維西庁を設置、辛亥革命後に維西県に改称された。1985年10月13日に民族自治県に改編され現在に至っている。

## 行政区画
| 区分 | 数 | 名称                                   |
| ---- | -- | -------------------------------------- |
| 鎮   | 3  | 保和 葉枝 塔城                         |
| 郷   | 7  | 永春 攀天閣 白済汛 康普 巴迪 中路 維登 |

## 交通
道路
- 省道
  -  225省道

- 県道
  -  292県道

## 健康・医療・衛生
- 維西傈僳族自治県人民医院
- 維西傈僳族自治県防疫站
- 維西傈僳族自治県葉枝衛生院